# Novo Desenvolvimentismo
O novo desenvolvimentismo é uma corrente teórica do pensamento econômico que defende a ideia de que o desenvolvimento econômico de um país é fruto de mudanças que envolvem o aprimoramento de suas estruturas produtivas a partir do progresso tecnológico e da acumulação de capital. Foi fundado a partir do “Consenso de São Paulo” e tem entre seus principais formuladores teóricos os economistas Luiz Carlos Bresser-Pereira, José Luis Oreiro, Nelson Marconi e Paulo Gala.

## História
O Novo Desenvolvimentismo começou a ser esboçado no início dos anos 2000 no Brasil, com o termo sendo empregado pela primeira vez na quinta edição do livro Desenvolvimento e crise (2003), de Bresser-Pereira. Tem suas raízes na teoria desenvolvimentista clássica, que surgiu como uma reação ao pensamento liberal em meio a Grande Depressão e foi aderida globalmente nas três décadas que sucederam a Segunda Guerra Mundial. O desenvolvimentismo criticava a economia neoclássica e definia a industrialização como a principal via do desenvolvimento econômico. O endividamento externo e a atuação ativa do Estado exerciam um papel-chave nesse processo.
No fim dos anos 1970, após uma série de eventos, como a crise petrolífera de 1973, que colocaram fim no período da grande expansão econômica pós-Segunda Guerra, que ficou conhecido como Era de Ouro do capitalismo, o desenvolvimentismo começou a ser contestado como estratégia capaz de mover a dinâmica da economia. A teoria econômica neoclássica então passou a recuperar a hegemonia acadêmica que havia perdido para o pensamento keynesiano na década de 1930 e foi reconquistando espaço dentro da agenda econômica em economias como Estados Unidos e Grã-Bretanha, com os governos de Ronald Reagan e Margaret Thatcher, respectivamente.
Segundo Bresser-Pereira, houve três motivos que levaram à decadência do antigo modelo de desenvolvimento. O primeiro se referia ao próprio limite que o modelo de industrialização por substituição de importações se impunha.
A proteção à indústria nacional, ao voltar-se para o mercado e a redução do coeficiente de abertura de uma economia, mesmo que ela seja relativamente grande como a brasileira, está fortemente limitado pelas economias de escala. [...] Passada a fase inicial de substituição de importações nas indústrias de bens de consumo, o prosseguimento da industrialização implica em um aumento substancial da relação capital-trabalho, que terá duas consequências: a concentração da renda e a diminuição da produtividade do capital ou da relação produto-capital. (BRESSER-PEREIRA, 2006, p.7).
O segundo motivo seria a transição de um pacto político, iniciado logo nos anos trinta, que implicava numa aliança entre a burguesia e a classe trabalhadora, para um Pacto Autoritário Modernizante, que excluía do projeto desenvolvimentista as pautas dos trabalhadores, das esquerdas e da pequena burguesia. O terceiro motivo seria a força de uma onda ideológica neoliberal que ganharia espaço nos países periféricos.
Conceitos atualizados do desenvolvimentismo começaram a tomar forma em países latino-americanos caracterizados por terem uma estrutura produtiva mais desenvolvida, porém com risco de desindustrialização precoce. Esses países vivenciaram períodos de estagnação econômica e agravamento da desigualdade social durante o período de liberalização econômica nos anos 1990. A insatisfação com as políticas baseadas no Consenso de Washington encorajou alguns teóricos a buscarem novas abordagens. Foi nesse contexto que emergiu o conceito do novo desenvolvimentismo, que buscou adequar as ideias do desenvolvimentismo clássico para países de renda média. Esse novo modelo rompe com o nacional desenvolvimentismo das décadas de 1930 a 1970 e compete com o modelo neoliberal, que atribui a questão do desenvolvimento a livre iniciativa.

## Descrição
O Novo Desenvolvimentismo tem uma abordagem preponderantemente macroeconômica e se inspira na trajetória das economias do Sudeste Asiático, sustentada na obtenção de superávits comerciais. Esta vertente identifica dois principais entraves para o desenvolvimento econômico: 1) a tendência à sobreapreciação cambial em virtude da especialização na exportação de commodities; 2) os fluxos de capital estrangeiro estimulados pela política de crescimento com poupança externa. Além disso, existiria uma tendência dos salários crescerem abaixo da produtividade devido à abundância de mão de obra. A industrialização estaria inerente à meta de um superávit na exportação de bens manufaturados, estimulando novos investimentos neste setor. O país deveria evitar a estratégia de crescer com base no endividamento externo e a taxa de câmbio tem uma influência fundamental sobre as importações e as exportações. Uma melhoria na redistribuição da renda seria resultado da criação de emprego formais e do aumento dos salários atrelado com os ganhos de produtividade.

### Princípios básicos
Em linhas gerais, os autores novo-desenvolvimentistas abordam a teoria com base em alguns princípios:
- Prioridade à desvalorização cambial, mantendo ela num patamar que torne a indústria nacional competitiva. A administração da taxa de câmbio pode ser feita por intermédio de alguns instrumentos políticos, como controle da entrada de capitais, regulação no mercado de derivativos e impostos sobre a exportação de commodities. Este último, além de reduzir a lucratividade da produção e exportação de produtos primários, pode contribuir para o aumento da poupança doméstica caso a receita do imposto seja usada para incrementar a poupança pública;[1][3]
- Políticas macroeconômicas monetária e fiscal orientadas à manutenção da taxa de câmbio nesse patamar competitivo, garantindo a estabilidade de preços;
- A política industrial deve ser direcionada exclusivamente para as exportações, uma vez que são vistas como o motor do investimento e do crescimento até ser realizado o catching up em relação às economias avançadas;
- Os salários, no curto prazo, podem sofrer perda de poder de compra como consequência da desvalorização cambial. No médio prazo, entretanto, eles devem crescer acompanhando os ganhos de produtividade para evitar pressões inflacionárias e manter a distribuição funcional entre salários e lucros. Espera-se que a redistribuição da renda seja resultado da criação de empregos adicionais no setor manufatureiro. As políticas redistributivas são incluídas como um adendo em publicações posteriores, mas não são vitais para a estratégia novo-desenvolvimentista de crescimento liderado pelas exportações.

### Complexidade econômica

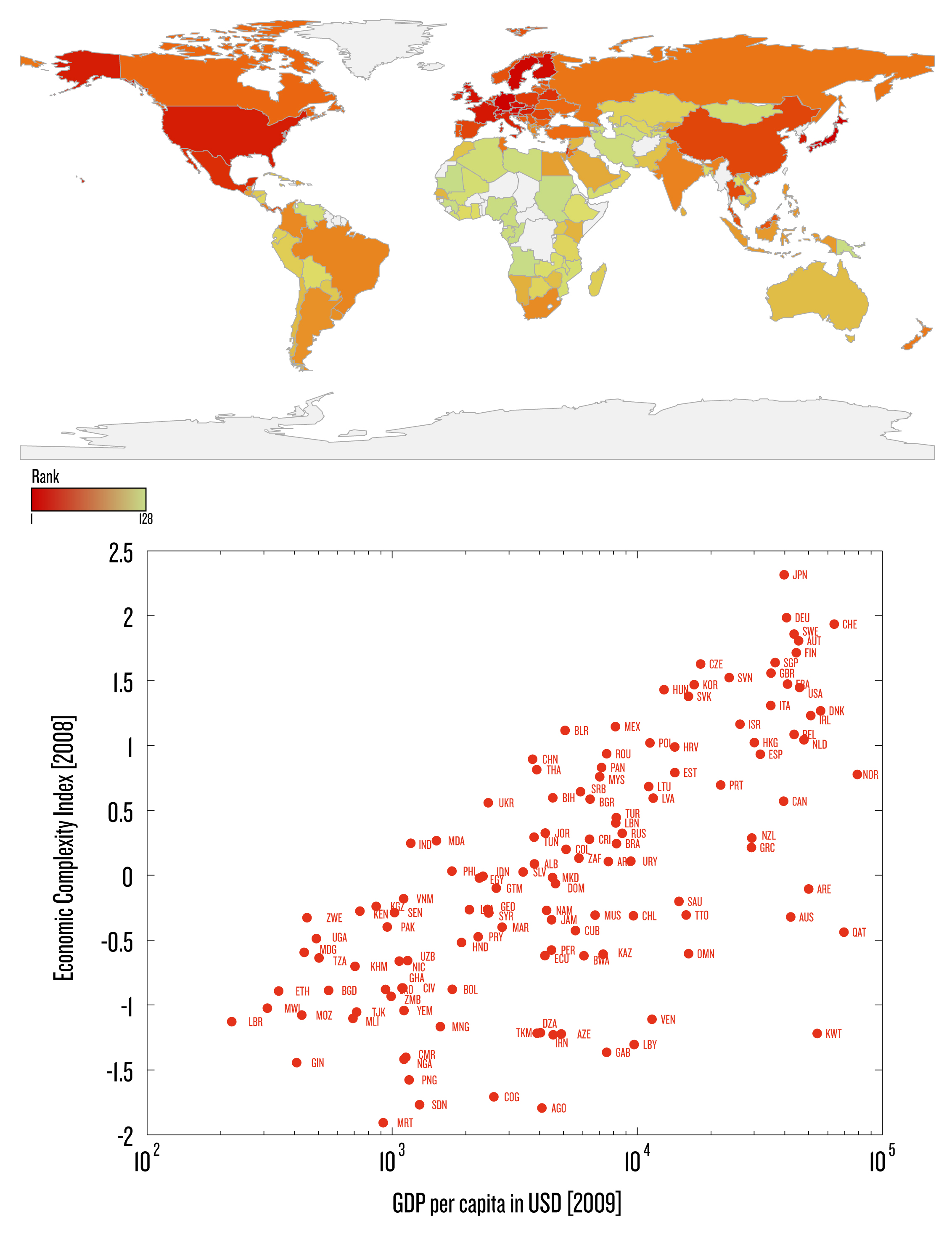
Mapa da classificação de cada país no ranking de Complexidade Econômica com gráfico de dispersão mostrando a relação entre Complexidade Econômica e Renda per capita.

O Índice de Complexidade Econômica é um índice desenvolvido por César Hidalgo e Ricardo Hausmann, em uma parceria entre o Media Lab do MIT e a Kennedy School de Harvard, que mede o grau de sofisticação tecnológica do tecido produtivo dos países a partir de sua pauta de exportações. O algoritmo leva em consideração dois conceitos para medir a complexidade da economia: a ubiquidade e a diversificação dos produtos. Através do Atlas da Complexidade, os autores puderam chegar à algumas correlações entre a complexidade econômica, os níveis de renda per capita e o índice de Gini nos países. Esse recurso foi adotado pelos novos-desenvolvimentistas como uma ferramenta importante para corroborar suas teses sobre como o setor industrial pode ser indutor do desenvolvimento econômico. Originalmente, “sofisticação produtiva” era a forma pelo qual os novos-desenvolvimentistas se referiam ao processo de industrialização. A abordagem da complexidade, por ter uma perspectiva similar, embora não idêntica, foi aderida e incorporada ao arcabouço teórico novo-desenvolvimentista.
Essa abordagem foi utilizada por pesquisadores como Paulo Gala e Jhean Camargo como uma forma de evidenciar a doença holandesa e a desindustrialização. Em seu livro Complexidade econômica (2017), Gala procura descrever o processo de desenvolvimento a partir dos dados do Atlas da complexidade. Segundo ele, "não há caminho possível para o desenvolvimento econômico sem que se busque sofisticar o tecido produtivo. Todos os países ricos são complexos e sofisticados e todos os países pobres são não complexos e não sofisticados".

### Diferenças em relação ao Desenvolvimentismo Clássico
Em comum com o seu antecedente clássico, o Novo Desenvolvimentismo rejeita a ideia de maximização do bem-estar quando os países se especializam naquilo que têm vantagens comparativas. Também enfatiza as restrições externas causadas pela globalização como fator determinante da falta de dinamismo econômico nas economias emergentes e apoia uma estratégia nacional de desenvolvimento econômico na qual o papel ativo do Estado é visto como imprescindível para realizar as mudanças estruturais que visem a reindustrialização. Dessa forma, ambos convergem em seus objetivos no que diz respeito a mudança nas estruturas produtivas com redistribuição da renda, mas divergem em relação às metas e os instrumentos políticos para alcançá-las. No modelo clássico, a indústria era incipiente, enquanto o modelo novo parte de uma indústria em um estágio de maturação maior. As políticas econômicas são voltadas a reduzir o grau de protecionismo e induzir a exportação de produtos manufaturados.
Outra diferença fundamental em relação ao antigo desenvolvimentismo é a rejeição das ideias baseadas em crescimento através do déficit público e conivência com elevadas taxas de inflação. Por fim, o Estado não é mais visto como o responsável por parte substancial dos investimentos necessários, mas sim os empresários. Com base em nesses postulados, Bresser-Pereira elaborou um quadro para mostrar de forma sintética as principais diferenças entre os dois modelos.
| Desenvolvimentismo clássico                                                                     | Novo Desenvolvimentismo                                                                  |
| ----------------------------------------------------------------------------------------------- | ---------------------------------------------------------------------------------------- |
| A industrialização é baseada na substituição de importações.                                    | Crescimento baseado na exportação combinado com um mercado interno forte.                |
| O Estado tem um papel central na obtenção de poupança forçada e na realização de investimentos. | O Estado deve criar oportunidades de investimento e reduzir as desigualdades econômicas. |
| A política industrial é central.                                                                | A política industrial é subsidiária.                                                     |
| Atitude mista em relação aos déficits orçamentários.                                            | Rejeição dos déficits fiscais.                                                           |
| Relativa complacência com a inflação.                                                           | Sem complacência com a inflação.                                                         |

## Críticas
O novo desenvolvimentismo tem sido objeto de críticas das demais correntes do pensamento econômico, tanto ortodoxas como heterodoxas, que contrastam a respeito dos diagnósticos e soluções apresentadas para o desenvolvimento econômico.
Para Samuel Pessoa e Marcos Lisboa, economistas da vertente ortodoxa liberal, faltam evidências empíricas que suportem a ideia de que a indústria tenha centralidade no processo de desenvolvimento econômico, ou que o fortalecimento da indústria esteja atrelado aos ganhos de produtividade. Segundo eles, “Não há evidências, no entanto, de externalidades relevantes que justifiquem políticas específicas para a indústria. Os preços de mercado parecem precificar corretamente o valor social da atividade industrial”. Ambos acrescentam que, ainda que a desvalorização cambial e o maior crescimento econômico pudessem ser observados em algumas economias emergentes, a relação de causalidade entre essas variáveis seria de difícil comprovação. Além disso, uma desvalorização cambial, ao deslocar a renda do trabalho para o capital, deveria ser politicamente bem elaborada para não resultar em uma inflação mais elevada com nenhum impacto sobre o crescimento, devido a perda real de renda dos trabalhadores.
Dentro do campo heterodoxo, tanto a linha marxista como a social-desenvolvimentista associam esta teoria ao neoliberalismo. Reinaldo Gonçalves, pesquisador da UFRJ, elabora suas críticas através do instrumental marxista da teoria do capitalismo dependente no Brasil, defendendo que a teoria novo-desenvolvimentista permanece ligada ao receituário do Consenso de Washington e que seria uma mesma moeda da política neoliberal de gestão do “capitalismo periférico”. Por sua vez, autores da corrente social-desenvolvimentista criticam os efeitos distributivos gerados pela desvalorização cambial e as políticas que objetivam a geração de superávits fiscais. Segundo eles, isso resultaria na redistribuição da renda em prol dos industriais exportadores, onerando os trabalhadores e aumentando a concentração de renda.